# Romidee
Als Romidee wird in der historischen Forschung eine Vielzahl unterschiedlicher Vorstellungen bezeichnet, nach denen der Stadt Rom eine universelle Vorrangstellung im politischen, kulturellen und religiösen Bereich zukommt.
In der Antike stellte die Romidee zunächst die Herrschaftsideologie des Römischen Reiches dar, nach der Rom von der Vorsehung dazu bestimmt sei, der Welt Führung, Friede und eine beständige Ordnung zu bringen. Seit der Spätantike wurde sie zunehmend christlich umgedeutet und nährte z. B. Vorstellungen von Rom als christlichem Haupt der Welt. Vor allem im Mittelalter sind mehrere Strömungen der Romidee voneinander zu unterscheiden, etwa die städtische, die kaiserliche und die kirchliche.

## Entwicklung bis zur Spätantike
Eine weltgeschichtliche Mission wurde Rom erstmals im 2. Jahrhundert v. Chr. von dem griechischen Historiker Polybios zugeschrieben. In seinem Hauptwerk Historíai schilderte er das Zusammenwachsen der Oikumene unter der römischen Führung. Die römischen Dichter Horaz und Vergil verliehen dieser politischen Überzeugung in augusteischer Zeit quasi-religiösen Charakter. In der späten Kaiserzeit bildete die Romidee einen festen Bestandteil des altrömischen Götterglaubens. Die Dea Roma galt als göttliche Personifikation der Stadt und des ganzen römischen Imperiums.
Die Anhänger der Idee vertraten eine teleologische Auffassung der Geschichte. Danach war die Pax Augusta Krönung und Abschluss einer langen Entwicklung, die nicht mehr weiterzuentwickeln, sondern nur noch aufrechtzuerhalten war. Dazu gehörte auch der korrekte Vollzug des Staatskults, den man als Voraussetzung für das anhaltende Wohlwollen der Götter ansah. Dies förderte eine ahistorische Weltsicht und einen gewissen, allein an der Aufrechterhaltung des Status quo interessierten Konservativismus des stadtrömischen Senatsadels. Seine nicht-christlichen Mitglieder gehörten daher in der Spätantike, besonders nach dem Verlust der Hauptstadtfunktion Roms an Konstantinopel, zu den vehementesten Verfechtern der Romidee, wie sie etwa im Streit um den Victoriaaltar zum Ausdruck kam. Stark ausgeprägt war die Romidee auch bei Ammianus Marcellinus und Claudian, wobei wenigstens Ammianus kein Christ war. Auch beim Christen und berühmten Dichter Prudentius ist die Romidee, nun christlich tradiert, fassbar.

## Christliche Umdeutung
Demgegenüber hielten auch die christlichen Kaiser an dem Grundsatz der Bedeutung des Imperiums – nicht zwingend der Stadt Rom selbst – fest. Der als frommer Christ geltende Kaiser Constantius II. zeigte sich bei seinem Rombesuch noch immer beeindruckt von der Pracht der alten Metropole. Rom wurde jedoch immer mehr zu einer Metapher für die Größe und die Bedeutung des Imperiums, was schließlich nicht mehr an der Stadt selbst festgemacht wurde. Vor allem Eusebius von Caesarea kommt bei der Formulierung der christlichen Romidee große Bedeutung zu. Mit der Privilegierung des Christentums durch Konstantin ging die Idee des Universalreichs und der Universalreligion eine Symbiose ein, die prägend für die byzantinische Romidee wurde. Dabei nahm Konstantinopel nun den Platz Roms ein. Nach dem Fall Konstantinopels lebte die Idee im orthodoxen Russland weiter, etwa indem Moskau als „drittes Rom“ angesehen wurde.

## Entwicklung seit dem frühen Mittelalter
Papst Leo der Große legte das Fundament für ein christliches Rom, indem er erklärte, dass Rom durch den Sitz des heiligen Petrus zum Haupt der Welt geworden sei. Dies war der Anfang einer Entwicklung, an dessen Ende der päpstliche Grundsatz stand, Rom übe ein Glaubensprimat über alle christlichen Gläubigen aus. Dies führte im Mittelalter teils zu heftigen Auseinandersetzungen mit den Königen des Heiligen Römischen Reiches, die sich aufgrund der Translatio-imperii-Idee in der Nachfolge der römischen Caesaren sahen. Otto III., in dessen Herrschaftskonzeption die Romidee eine wichtige Rolle spielte, machte die Stadt kurzfristig zu seiner kaiserlichen Residenz. Friedrich I. Barbarossa wie auch sein Enkel Friedrich II. betrachteten die Stadt Rom auch weiterhin als zum Imperium gehörig und bestritten damit den Anspruch der Päpste auf die alleinige Kontrolle der Stadt. In diesem Kontext kam es auch zu Konflikten zwischen einzelnen Päpsten und der Kommune von Rom, die – repräsentiert etwa durch Cola di Rienzo – eine städtische Romidee vertrat.
Die ideelle Überhöhung durch die katholische Kirche kommt bis heute in der Charakterisierung Roms als „ewige Stadt“ zum Ausdruck.